# Puerto Colombia (Guainía)
Puerto Colombia è un distretto dipartimentale della Colombia facente parte del dipartimento di Guainía.